# Daniele Balli
Daniele Balli (Florença, 16 de setembro de 1967) é um ex-futebolista italiano que atuava como goleiro.

## Carreira
Iniciou sua carreira profissional em 1985, no Empoli, clube onde teve os melhores momentos da carreira. Na sua primeira temporada, não foi aproveitado e foi emprestado a Trento, Mobilieri Ponsacco e Tempio (clubes da terceira divisão italiana) para ganhar mais experiência.
Mais experiente, retornou ao Empoli em 1991, jogando 90 partidas até 1997, quando foi contratado pela Salernitana, onde atuou por 2 temporadas. O goleiro atuou também por Ternana, Pistoiese e Nocerina, voltando pela segunda vez ao Empoli em 2003, aos 35 anos de idade.
Em sua nova passagem pelo time azul da Toscana, entrou em campo 117 vezes - a última delas em 2007, aos 40 anos. Depois de sair dos Gli Azzurri em 2008, assinou com o Pisa, então na Série B italiana. Com a grave crise financeira que o time rubro-azul vivia, Daniele abandonou o clube sem jogar nenhuma partida oficial e chegou a se aposentar do futebol. Porém, em meados de 2009, volta aos gramados ao ser contratado pelo Cerretese, equipe amadora da Toscana, como treinador de goleiros. Entretanto, Balli queria voltar a jogar, e seu retorno aos gramados foi em 20 de setembro (4 dias após completar 42 anos), contra o Vaianese, pela Promozione, a sétima divisão italiana.
Em 2010 assina com outra agremiação amadora, o Fucecchio. Embora tivesse boas atuações, o clube não fazia um bom campeonato, fazendo com que o goleiro fosse dispensado. Porém, voltaria ao Fucecchio em 2012, entrando em campo 15 vezes antes de sua aposentadoria definitiva.

## Títulos
- Coppa Italia Serie C: 1 (1995-1996)
- Série B: 2 (1997–98, 2004–05)